# Huragan Felix
Huragan Felix – cyklon tropikalny, jaki nawiedził na przełomie sierpnia i września 2007 roku obszar Morza Karaibskiego. Był drugim huraganem w tamtym sezonie i jednocześnie drugim, który osiągnął 5. kategorię w skali Saffira-Simpsona. Maksymalna prędkość wiatru wyniosła 320 km/h.
Powstał na wschód od Małych Antyli, po czym przemieszczał się nad ciepłymi wodami Morza Karaibskiego, stopniowo rosnąc w siłę. Gdy dotarł do wybrzeży Hondurasu i Nikaragui, osiągnął najwyższą kategorię. Doprowadził tam do masowych powodzi i obsunięć ziemi. Po wejściu na ląd osłabł i zanikł. Łącznie w wyniku huraganu zginęło 130 osób; wszystkie ofiary poniosły śmierć w Nikaragui.